# Рафаел Гонзалез (Порторико)
Рафаел Гонзалез (шп. Rafael González) град је у америчкој острвској територији Порторико, острвској држави Кариба.

## Демографија
По попису из 2010. године број становника је 2.303, што је 22 (-0,9%) становника мање него 2000. године.
| Група             | 2000.         | 2010.         |
| Белци             | 10 (0,4%)     | 3 (0,1%)      |
| Афроамериканци    | 53 (2,3%)     | 154 (6,7%)    |
| Азијати           | 0 (0,0%)      | 5 (0,2%)      |
| Хиспаноамериканци | 2.315 (99,6%) | 2.294 (99,6%) |
| Укупно            | 2.325         | 2.303         |